# آنتونیو رامالو ایانس
آنتونیو رامالو ایانس (انگلیسی: António Ramalho Eanes؛ زادهٔ ۲۵ ژانویهٔ ۱۹۳۵) یک ژنرال و سیاستمدار پرتغالی است که از سال ۱۹۷۶ تا ۱۹۸۶ به عنوان شانزدهمین رئیس‌جمهور پرتغال خدمت کرد.